# Елентон (Флорида)
Елентон (енгл. Ellenton) насељено је место без административног статуса у америчкој савезној држави Флорида.

## Демографија
По попису из 2010. године број становника је 4.275, што је 1.133 (36,1%) становника више него 2000. године.
| Група             | 2000.         | 2010.         |
| Белци             | 2.699 (85,9%) | 2.557 (59,8%) |
| Афроамериканци    | 112 (3,6%)    | 296 (6,9%)    |
| Азијати           | 13 (0,4%)     | 38 (0,9%)     |
| Хиспаноамериканци | 294 (9,4%)    | 1.324 (31,0%) |
| Укупно            | 3.142         | 4.275         |